# Eduard von Sazenhofen
Eduard Freiherr von Sazenhofen (* 6. März 1831 in Speyer; † 2. Juli 1917 in Regensburg) war ein Gutsbesitzer und Reichstagsabgeordneter.
Sazenhofen wurde im bayerischen Kadettenkorps erzogen und war bis August 1867 im bayerischen Militärdienst.
Von 1871 bis 1874 war er Mitglied des Deutschen Reichstags für das Zentrum und den Wahlkreis Oberpfalz 5 (Neustadt an der Waldnaab).